# Camp de Mart (París)
El parc del Camp de Mart (en francès Champ-de-Mars) és un vast jardí públic, completament obert i situat a París al 7è districte, entre la torre Eiffel cap al nord-oest i l'Escola militar cap al sud-est. Amb una història bicentenària, el Champ-de-Mars acull els parisencs i els turistes tot l'any.

## Històric

Champ-de-Mars, Paris.

El seu nom ve del Camp de Mart romà (i per tant del déu romà Mart, déu de la guerra). El 14 de juliol de 1790, hi va tenir lloc la festa de la Federació. El 17 de juliol de 1791, s'hi va produir l'afusellament del Camp de Mart. Jean Sylvain Bailly hi va ser guillotinat el 12 de novembre de 1793. Hom hi celebra la festa de l'Ésser suprem, el 8 de juny de 1794. Al centre de l'esplanada s'hi va aixecar l'altar de la Pàtria.

### Abans de la Revolució
No era més que un camp. Una planura, anomenada de Grenelle, dedicada al conreu de llegums. La construcció de l'Escola militar, per Jacques-Ange Gabriel, va determinar-ne el 1765 el seu ús. Es va pensar en un camp de maniobra en principi previst al sud de l'Escola, a l'emplaçament actual de la place de Fontenoy. A l'esplanada al nord es va fer l'edificació de la noble façana que tanca avui el Camp de Mart i va ser testimoni i escenari d'algunes de les majors festes de la Revolució.
Es va anivellar el sòl, envoltant-lo d'un vast fossat i d'una llarg passeig d'oms, i es va tancar l'esplanada amb una bonica reixa. L'île des Cygnes, que es trobava a l'emplaçament del peu nord-est de la torre Eiffel, va ser, per a aconseguir un efecte de perspectiva just i un disseny geomètric de l'esplanada, unida a la riba.

### Durant la Revolució

#### Festa de la Federació
La festa de la Federació, el 14 de juliol de 1790, fou una gran festa revolucionària. Serà potser l'únic moment en què la multitud va tenir el sentiment de constituir un cos unit, una Nació «una, indivisible». Davant 300000 espectadors, Charles-Maurice de Talleyrand-Périgord va oficiar, envoltat d'una miríada de sacerdots i d'una cohort de soldats. Lluís XVI de França va prestar jurament sobre la Constitució i La Fayette va rebutjar-la.

#### Afusellament del Camp de Mart
Una massacre hi va tindre lloc durant la Revolució Francesa, el 17 de juliol de 1791. La petició dels Cordeliers exigint el final de la monarquia és portada sobre l'altar de la Pàtria. Una multitud s'hi havia reunit per signar-hi la petició. L'Assemblea constituent ordena dispersar-la. Bailly, Batlle de París decreta la llei marcial de la que l'aplicació s'assenyala amb banderes vermelles. Aquesta llei permet a les forces de l'ordre de fer ús de les seves armes. Mentre que La Fayette intentava vanament dispersar la multitud, Bailly dona l'ordre de disparar al poble, el que va fer 50 morts i centenars de ferits. Una càrrega de cavalleria va dispersar la multitud.
La «massacre del Camp de Mart» agreuja l'escissió entre moderats i extremistes, entre revolucionaris i Monàrquics o Aristòcrates.

#### Execució de Jean Sylvain Bailly
Jean Sylvain Bailly pagarà amb la seva vida l'afusellament del Camp de Mart el 17 de juliol de 1791, va ser considerat com un crim contra el poble. Va ser una execució, prevista al centre de l'esplanada, on l'altar de la Pàtria havia esdevingut el punt de trobada de totes les adhesions republicanes. Però el caràcter consagrat de l'indret va ser invocat per prohibir-hi l'execució. La guillotina va haver de muntar-se a una cantonada fosca del Camp de Mart. Va ser a la cantonada de la rue de La Bourdonnais que va ser guillotinat Jean Sylvain Bailly, el 12 de novembre de 1793.

#### Festa de l'Ésser suprem
El 20 pradial any II (8 juny de 1794), Jacques-Louis David va organitzar la festa de l'Ésser suprem al Camp de Mart. Aquesta festa marca l'apoteosi de la Revolució. Maximilien de Robespierre va presidir aquesta festa, que havia començat al Jardí de les Teuleries. La seva caiguda esdevingué menys de dos mesos més tard.

### Alseglexix
El 21 de maig de 1848, el Camp de Mart acull la Festa de la Concòrdia.
Durant l'Exposició Universal de París de 1889, Gustave Eiffel va erigir la Torre Eiffel a l'esplanada del Camp de Mart.
Aquest vast espai va acollir igualment les nombroses exposicions universals i colonials de París i les proves de floret i de sabre dels Jocs Olímpics d'Estiu de 1900.

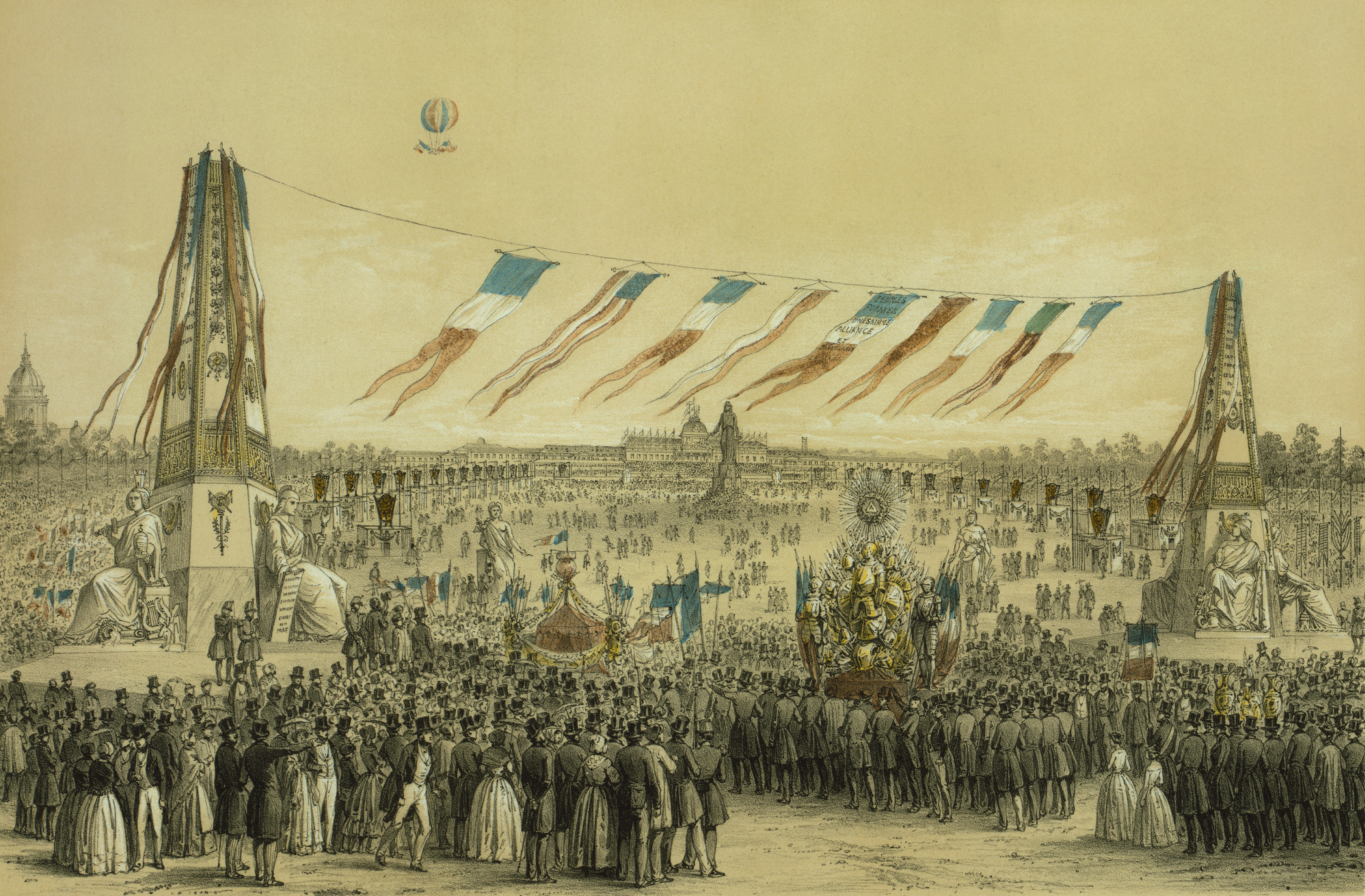
Festa de la Concòrdia, 21 maig de 1848. Arribada de les corporacions al Camp de Mart.
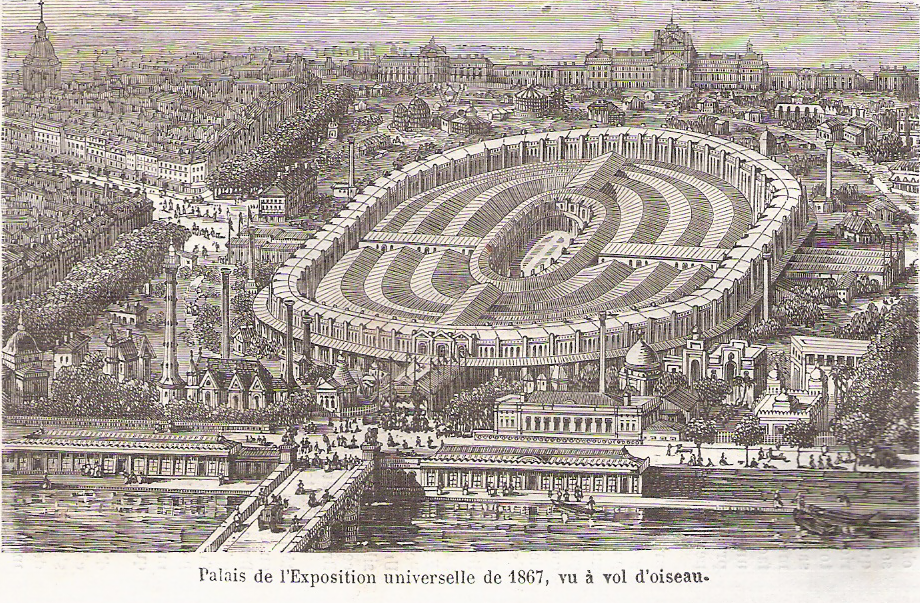
Palau de l'Exposició universal de 1867, immens edifici ocupant tot el Camp de Mart.
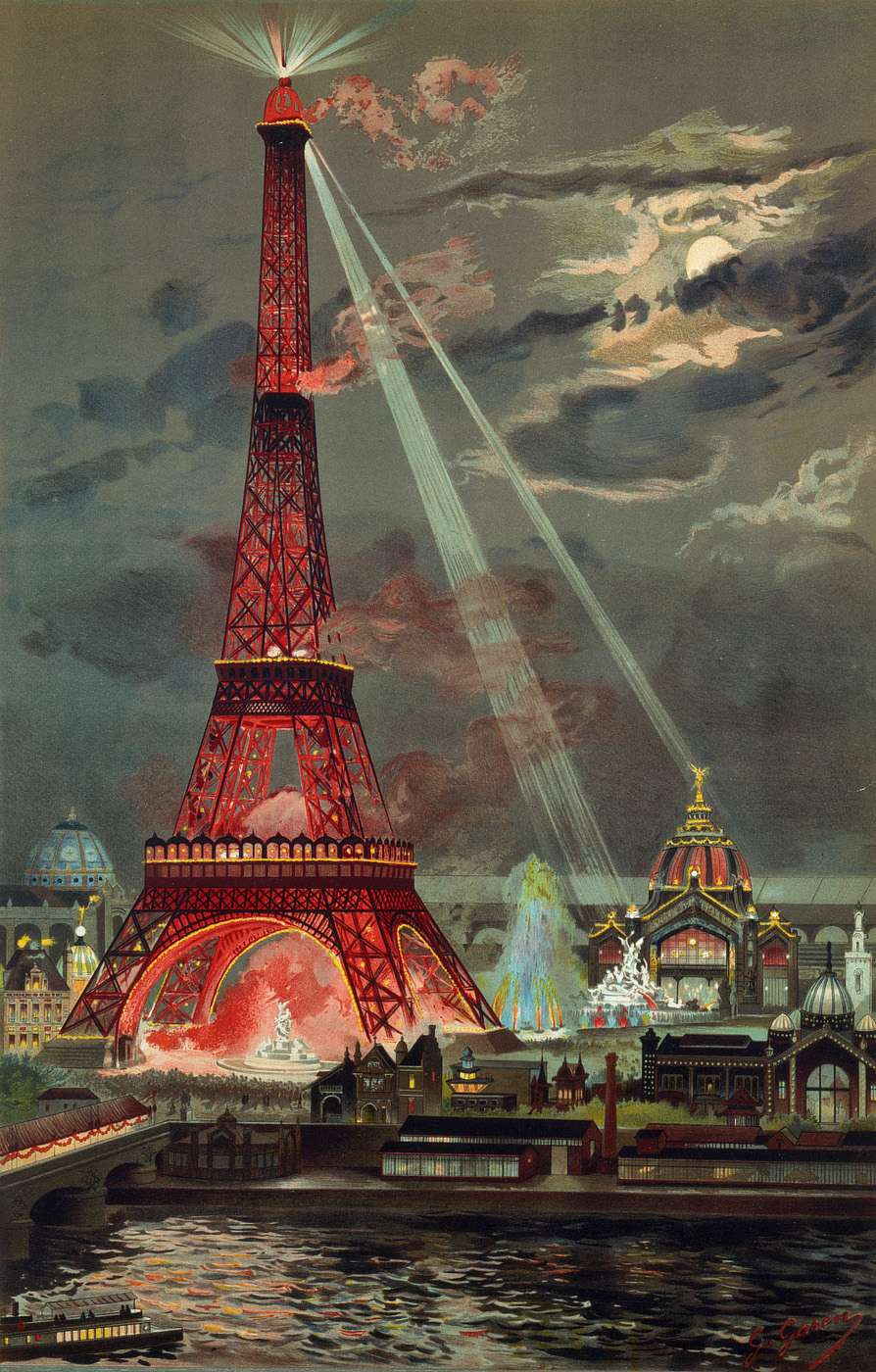
Il·luminació del Camp de Mart durant l'Exposició Universal de 1889.

### Període contemporani
El Camp de Mart ha esdevingut un vast jardí públic, amb passeigs centrals amb gespa. És el lloc de nombroses representacions i activitats com concerts, exposicions o focs artificials tot gratuït.
El 14 de juliol de 1995 Jean Michel Jarre celebra el cinquantenari de la UNESCO fent un concert per la Tolerància que atreu 1.5 milions d'espectadors, reunint tot d'instruments i músics de cultures diferent.
El 10 de juny de 2000, Johnny Hallyday hi ha realitzat un concert al peu de la Torre Eiffel davant més de 600000 persones i 10000000 de telespectadors.
El 14 de juliol de 2007, el concert de la Fraternitat, inaugurat pel president de la República Nicolas Sarkozy, ha reunit més de 600000 persones. Amb Michel Polnareff, Nelly Furtado, Bob Sinclar, Tokio Hotel i Laura Pausini.